# Hunyad
Het comitaat Hunyad (Hongaars: Hunyad vármegye, Roemeens: Comitatul Hunedoara, Duits: Komitat Eisenmarkt) is een historisch  comitaat in het vroegere koninkrijk Hongarije. Het ligt vandaag in de Roemeense regio Zevenburgen.

## Ligging

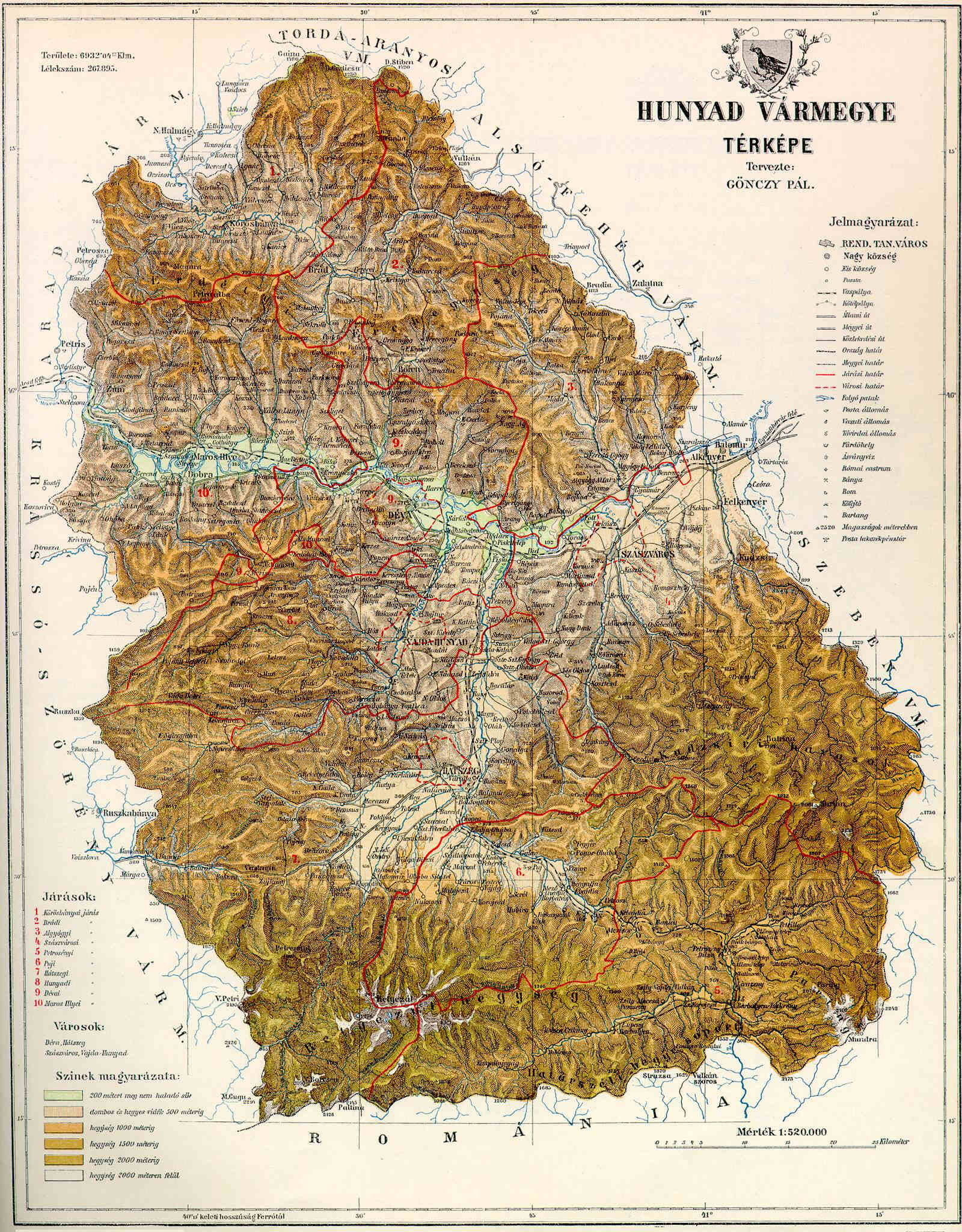
Kaart van het comitaat Hunyad in 1890

Hunyad grensde aan de comitaten Arad, Torda-Aranyos, Alsó-Fehér, Szeben en Krassó-Szörény, alsook aan het koninkrijk Roemenië in het zuiden.
Door zijn ligging in de Zuidelijke Karpaten is het een zeer bergachtig gebied, met in het zuiden, in het Retezatgebergte, bergtoppen van bijna 2.500 meter hoog. Enkel langs de rivier de Mureș, die net als de Jiu en de Strei door het gebied loopt, is landbouw mogelijk. Er werden voornamelijk graan, maïs, fruit en wijn verbouwd. Voor de rest speelden vooral bos- en mijnbouw een economische rol.

## Geschiedenis
Het comitaat Hunyad ontstond in de 11e eeuw en de naam verschijnt in 1265 onder de vorm Hugnod. Dit comitaat behoorde tot Zevenburgen, het meest oostelijke landsdeel van Hongarije en werd bestuurd vanuit het kasteel van Hunedoara. Later werd de stad Deva de hoofdplaats van het comitaat. Na de bezetting van Midden-Hongarije door de Ottomanen, viel het gebied in de 16e eeuw onder het vorstendom Transsylvanië, dat op zijn beurt vanaf 1711 (vanaf 1765 als grootvorstendom) onder Habsburgse heerschappij viel. Na de Ausgleich in 1867 werd Hunyad weer een deel van het Koninkrijk Hongarije. Na de hervorming van de Hongaarse comitaten in 1876 werd Hunyad met een deel van het voormalige comitaat Zaránd samengevoegd, en kreeg op deze manier nieuwe grenzen.
Na het einde van de Eerste Wereldoorlog werd het gebied als gevolg van het Verdrag van Trianon deel van Groot-Roemenië. Van het grondgebied dat voorheen het comitaat Hunyad vormde, ligt het grootste deel nu in het district Hunedoara, en een smalle strook in het westen van het voormalige comitaat ligt nu in het district Arad.

## Districten
| Stoeldistricten (járások) | Stoeldistricten (járások)             |
| Stoeldistrict             | Hoofdplaats                           |
| ------------------------- | ------------------------------------- |
| Algyógy                   | Algyógyalfalu, tegenwoordig Geoagiu   |
| Brád                      | Brád, tegenwoordig Brad               |
| Déva                      | Déva, tegenwoordig Deva (Roemenië)    |
| Hátszeg                   | Hátszeg, tegenwoordig Hațeg           |
| Körösbánya                | Körösbánya, tegenwoordig Baia de Criș |
| Marosillye                | Marosillye, tegenwoordig Ilia         |
| Petrozsény                | Petrozsény, tegenwoordig Petroșani    |
| Puj                       | Puj, tegenwoordig Pui                 |
| Szászváros                | Szászváros, tegenwoordig Orăștie      |
| Vajdahunyad               | Vajdahunyad, tegenwoordig Hunedoara   |

| Stadsdistricten (rendezett tanácsú városok) | Stadsdistricten (rendezett tanácsú városok) |
| ------------------------------------------- | ------------------------------------------- |
| Déva, tegenwoordig Deva                     |                                             |
| Hátszeg, tegenwoordig Hațeg                 |                                             |
| Szászváros, tegenwoordig Orăștie            |                                             |
| Vajdahunyad, tegenwoordig Hunedoara (stad)  |                                             |